# Barbade aux Jeux olympiques d'été de 2004
La Barbade participe aux Jeux olympiques d'été de 2004 à Athènes. Il s'agit de leur 9e participation à des Jeux d'été.
La délégation barbadienne, composée de 10 athlètes, termine sans médailles.